# 볼로냐 국제어린이도서전

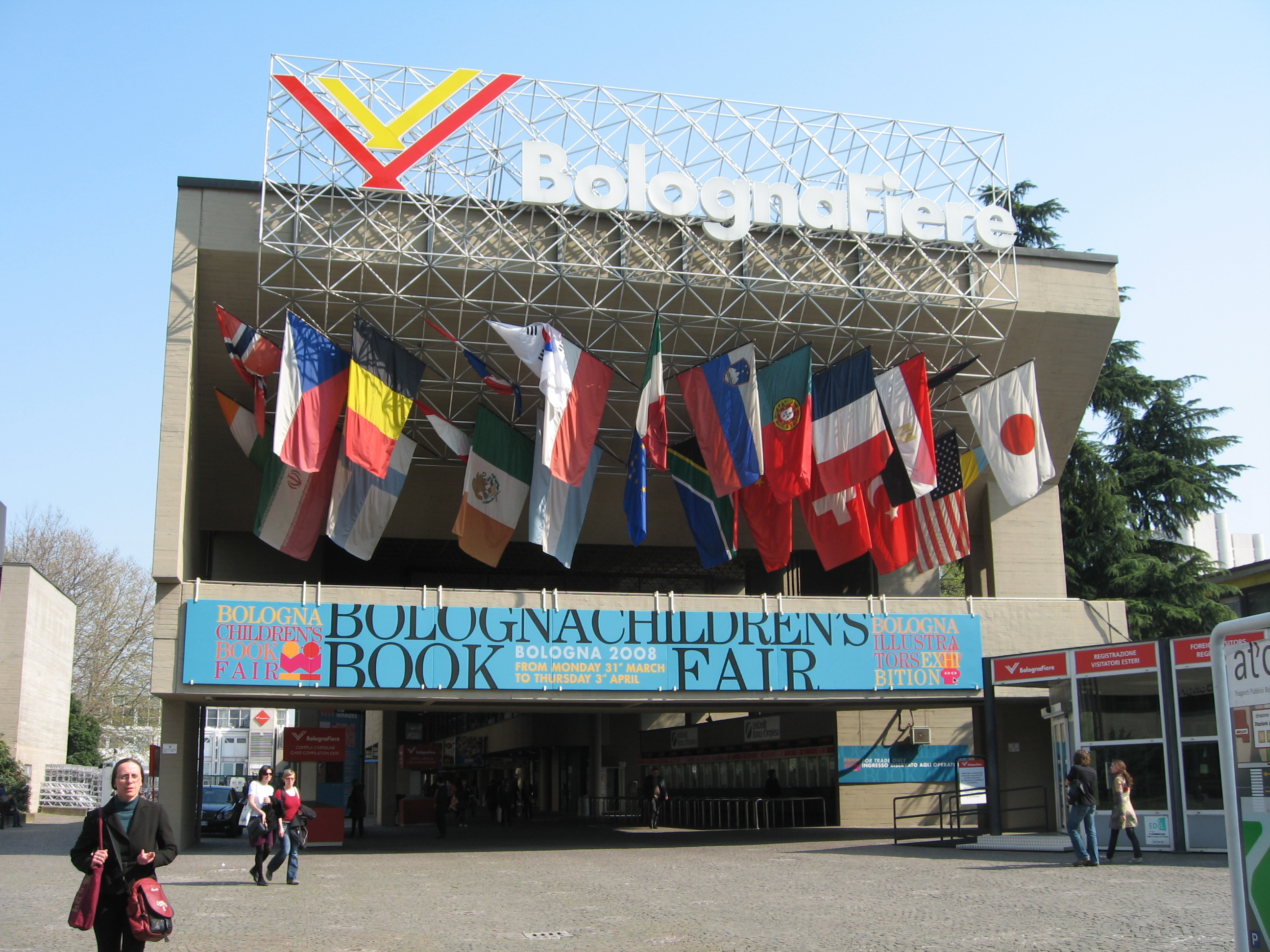
입구 (2008년)

볼로냐 국제어린이도서전(La fiera del libro per ragazzi)은 이탈리아 볼로냐에서 1963년부터 매년 3~4월 경 열리고 있는 세계적인 아동도서전이다.
이 도서전에서는 우수한 작품들에 수여하는 상으로서 라가찌 상(La fiera del libro per ragazzi)을 수여하고 있다. 총 네 개 분야 - 픽션, 논픽션, 뉴호라이즌(비서구권 작품 대상), 오페라 프리마(작가의 첫 작품 대상) -에서 복수의 수상 작품을 선정한다.